# Tyskungen
Tyskungen (también conocida como "Fjällbackamorden: Tyskungen") es una película estrenada el 28 de junio de 2013 y fue dirigida por Per Hanefjord. Está basada en las novelas de Michael Hjorth y Camilla Läckberg.
Es la tercera entrega de la franquicia y forma parte de las películas de Fjällbackamorden. 
Tyskungen es la precuela de "Fjällbackamorden: I betraktarens öga" la primera película transmitida de la franquicia.

## Historia
La escritora Erica Falck junto a su esposo, el comisario Patrik Hedström, le dan la bienvenida a su primera hija, Maja Hedström. En el hospital los visitan los padres de Erica, Elsy Moström y Tore Falck y la madre de Patrik, Kristina. De regreso a casa, Elsy y Tore tienen un accidente automovilístico luego de salirse de la carretera y aunque quedan malheridos, sobreviven brevemente. Sin embargo pocos segundos después su auto es impactado por otro y ambos mueren.
Seis meses después, Erica y Patrik van a buscar las escrituras de la casa de sus padres y se mudan a Fjällbacka. Mientras Erica regresa al trabajo, Patrik se ha tomado un tiempo para cuidar de Maja. Poco después de su llegada, Erica comienza a acomodar las cosas cuando un hombre llamado Göran Berger aparece en su sala. Cuando se presenta le dice que está buscando a Elsy, y Erica le revela que falleció. Cuando Erica le pregunta por qué quiere saber sobre ella Göran le dice que había recibido una carta de un hombre llamado Frans Ringholm, quien le había revelado que Elsy era su madre biológica quien lo tuvo cuando apenas tenía 16 años, en 1946, y por lo tanto él era su medio hermano. Sin embargo Erica no le cree y le pide que se vaya.
Erica comienza a investigar entre las pertenencias de su madre y mientras ve unas fotos, descubre una medalla y cuando Patrik le da el número de Göran, decide contactarlo pero no obtiene respuesta. Al día siguiente, la mucama del hotel donde se hospeda Göran descubre su cuerpo sin vida dentro de una tina. Cuando Mellberg, el inspector en jefe de la policía, llega y revisa el teléfono de la víctima, descubre que el último número que había llamado era el de Erica, por lo que la contacta y le pide que vaya a la morgue a identificarlo. La policía pide una prueba de ADN, la cual prueba que Göran estaba diciendo la verdad y que Erica era su media hermana. Ella tiene un pequeño colapso emocional cuando se da cuenta de que lo había echado de su casa cuando él había intentado hablar con ella, por lo que decide investigar más sobre él y el pasado de su madre y se pone en contacto con sus amigos: Ringholm, Axel Frankel, Erik Frankel y Britta Johansson.
Mientras continúa leyendo el diario de su madre, Erica descubre que en junio de 1943 el grupo de amigos se había reunido por última vez antes de que Axel viajara a Noruega como miembro de la resistencia. Erica averigua que Axel es un autor y un héroe de la Segunda Guerra Mundial, mientras que Frans se encuentra en la cárcel. Erica visita a los hermanos Frankel pero se encuentra sólo con Erik y cuando le pregunta sobre su madre él le dice que no la conoce pero acepta investigar sobre la medalla. Más tarde ese mismo día, Per Ringholm, el nieto de Frans, entra a casa de los Frankel y roba varios objetos de la guerra. Al mismo tiempo Erica visita a Britta, quien le dice que su madre era una mujer cariñosa y alegre. Britta le dice que tiene una carta para darle pero cuando se para a buscarlo tiene un breve episodio y comienza a repetir varias veces que "los viejos huesos necesitan descansar". Cuando su esposo Herman Johansson llega le revela a Erica que Britta tenía Alzheimer y le pide que se vaya.
Erica decide ir a la conferencia de Alva Frankel, la hija de Axel en donde escucha como Alva cuenta que su padre había sido capturado en 1943 junto con otras personas mientras intentaban hacer estallar una base y llevados a Grini a las afueras de Oslo desde donde habían sido transportados a Alemania y llevados al campo de concentración de Sachsenhausen donde eran llamados "NN" ("Nacht und Nebel") y torturados por información, pero que su padre había tenido suerte y había logrado regresar después de la guerra. Después de la presentación Erica se reúne con Axel quien le dice que recordaba a su madre pero que no sabía que había tenido un hijo.
Mientras se muestra una parte de lo que le sucedió a Axel durante su captura, se revela que los alemanes los torturaban para obtener información pero que él no había dicho nada. Mientras está en el campo se encuentra con otro miembro de la resistencia, Espen Askildsen, quien le dice que estaba con los británicos. También conoce al guardia Hans Olavsen y descubre que él habla noruego.
Erica visita nuevamente a Erik para buscar la medalla pero cuando él no le contesta y entra encuentra a Per con un objeto en la mano y a Erik muerto en la sala, por lo que cuando intenta huir lo golpea dejándolo inconsciente y llama a la policía. Sin embargo, cuando es interrogado Per les dice que es inocente.
Cuando finalmente visita a Frans, este le dice que lo ayude a demostrar la inocencia de Per y él le dirá todo sobre su madre y la razón por la cual era infeliz, Al inicio Erica no acepta pero cuando Frans le revela que el hombre que había dejado embarazada a su madre era Hans acepta. Frans le revela que nunca le contó la verdad a Elsy para protegerla y que ella había muerto sin saber la verdad. Mientras continúa contándole la historia, se muestra cómo el grupo de amigos había conocido a Hans, quien luego de llegar en el barco de Elof Moström les había dicho que era un miembro de la resistencia Noruega y que había logrado escaparse de Grini. Cuando le preguntan sobre Axel, él les dice que no lo había visto, pero Frans no le cree. Nuevamente en el presente Frans le pide a Erica que busque unos papeles en la casa de su hija Carina y que regrese para hablar con él, mientras investiga entre los papeles encuentra un número y el nombre de Hans.
Poco después, durante el funeral de Erik, Britta aparece sin decir ninguna palabra y se va, Erica la sigue hasta el cementerio en donde la encuentra poniéndole flores a la tumba de un hombre llamado "Paul Heckel". Cuando intenta hablar con ella Britta sólo le repite "él la amaba y ella a él", pero cuando le quiere hacer más preguntas Herman aparece y se la lleva, Erica visita nuevamente a Frans y le lleva los papeles que había encontrado, Frans le cuenta que un día su madre había recibido la noticia de que su padre había muerto luego de encontrarse con una mina y ella había buscado el apoyo de Hans, con quien termina acostándose e iniciando una relación. Al día siguiente, cuando Elsy estaba recogiendo la ropa se había encontrado con una medalla pero Hans no le había dado importancia, Frans le dice que no va a decirle nada más si no saca a Per, pero cuando Erica se niega y comienzan a discutir, Frans sufre un infarto y muere. Cuando Carina le revela a Per sobre la muerte de su abuelo, él se enfurece, ataca a un oficial y huye de la prisión. Erica visita a Axel para preguntarle sobre Hans pero él le dice que no lo conoce, cuando se va de la casa Patrik le habla y le dice que Britta había sido asesinada luego de ser asfixiada. Erica comienza a sospechar que Hans es el responsable de las muertes.
Esa noche, Per entra en la casa de Patrik y Erica y la toma como rehén, diciéndole que lo iba a ayudar a encontrar al asesino, el cual él creía que era Hans. Ambos van a la ubicación del número que habían encontrado en el papel con el nombre de Hans, pero cuando llegan descubren que ahí vive Hans-Erik Olavsen, quien revela que había sido nombrado en honor al hermano de su abuelo Hans Olavsen, Hans-Erik les muestra una foto de Hans con Axel y Espen. Cuando Patrik se levanta y ve que Erica no está en la casa se da cuenta de que algo anda mal y cuando va a la estación, con la ayuda de Mellberg y Paula descubren que Per estaba con ella. Cuando llegan a la casa de Olavse, la policía detiene a Per.
De regreso, Erica visita a Espen en el geriátrico, donde él le cuenta que años atrás Hans era un guardia que trabajaba para los alemanes. También le dice que un día fue enviado a tortura luego de que los alemanes le mencionaran que sabían que él estaba ayudando a los británicos. Patrik decide visitar nuevamente a Herman y lo acusa de ser Hans, pero él le dice que no lo es y le comienza a contar lo que Britta le había dicho: Un día Axel había regresado de la guerra y había reconocido a Hans.
Al mismo tiempo Erica visita nuevamente a Axel y luego de mostrarle la foto en donde está él con Hans le dice que ahora lo recuerda y que irá a buscar la medalla que le había dado a su hermano. Sin embargo finalmente Erica se da cuenta de que algo está mal, ya que la foto tiene la fecha de 1944 y el libro en donde Axel cuenta su historia como prisionero en Grini menciona que estuvo en el campo en 1943. Cuando Erica intenta irse, Axel aparece y le apunta con un arma ordenándole que baje al sótano para que le cuente la verdadera historia de lo sucedido. 
Finalmente Erica se da cuenta de la verdad: lo que le había dicho Espen sobre la persona que había traicionado a su patria no era sobre Hans, sino sobre Axel, él era quien había traicionado a su nación cuando se había vuelto un agente para los alemanes, había logrado que Espen le dijera para quién trabajaba (los británicos) y esa era la razón por la cual él había sido torturado, Erica también le dice que sabe que nunca fue enviado al campamento alemán, que siempre estuvo en Grini y que se había vendido para salvarse. Axel le revela que años atrás, por miedo a ser descubierto como un agente alemán, le había mentido a su hermano Erik y a sus amigos Britta y Frans diciéndoles que Hans era un alemán nazi, y los había convencido para seguir a Hans. Cuando lo confrontan Axel comienza a golpearlo, Hans logra soltarse y les revela que lo que les había dicho Axel no era verdad y que él era el corrupto nazi, Hans les revela que él estaba enamorado de Elsy y que iban a tener un bebé, Britta y Erik intentan detener a Axel, pero Axel sabiendo que Frans estaba enamorado de Elsy, logra influir en él para que lo ayude a golpearlo y ambos terminan matándolo. Unos minutos después Axel los había obligado a jurar que no iban a decir nada y entierran el cuerpo de Hans en una lápida con el nombre de "Paul Heckel" (la misma lápida a la cual días antes Britta le estaba poniendo flores), Axel también le dice a Elsy que Hans la había engañado y la había abandonado, lo que la deja destrozada, pensando que no la quería poco después de tener al bebé se lo quitan y se vuelve en una persona triste y poco afectuosa.
Mientras tanto Hammer le da una carta a Patrik (la misma carta que Britta le iba a dar a Erica antes de sufrir un colapso) y se da cuenta del peligro en el que está Erica. Cuando la policía llega a casa de los Frankel, descubren a Axel apuntándole con un arma a su hija Alva y a Erica. Cuando le dicen que lo tienen rodeado, Axel también revela que él había matado a Britta y a a su hermano Erik porque habían roto el pacto, ya que se sentían culpables por haber sido parte de la muerte de un hombre inocente y querían contar la verdad. La policía detiene a Axel y lo encarcelan, Patrik le da la carta a Erica y en ella lee lo que Hans le había escrito a su hermano Harald: que no había podido ponerse en contacto con él antes por el peligro, pero que había logrado escaparse de los alemanes en el barco del capitán Elof Moström quien lo había llevado a su casa en Fjällbacka donde vivía con su familia, ahí había conocido a su hija, Elsy de quien se había enamorado y con quien iba a tener un bebé y casarse, y que era un hombre muy feliz.
Al final Erica visita la tumba de su madre y le pone la carta de Hans, mientras que decide con Patrik mudarse y comenzar una vida en Fjällbacka.

## Personajes

### Personajes principales
| Actor                          | Personaje                                                | Ocupación                                                   |
| ------------------------------ | -------------------------------------------------------- | ----------------------------------------------------------- |
| Claudia Galli Concha           | Erica Falck                                              | Escritora                                                   |
| Richard Ulfsäter               | Patrik Hedström                                          | Comisario de la Policía                                     |
| Gunvor Pontén Amalia Holm      | Elsy Moström (de adulta) Elsy Moström (de joven)         | Madre de Erica                                              |
| Jakob Oftebro                  | Hans Olavsen (de joven)                                  | Guardia                                                     |
| Per Myrberg Kim Solfeldt       | Frans Ringholm (de adulto) Frans Ringholm (de joven)     | -                                                           |
| Jan Malmsjö Edvin Endre        | Axel Frankel (de adulto) Axel Frankel (de joven)         | Historiador Miembro de la Resistencia / Doble Agente Alemán |
| Anders Nyström Axel Myrberg    | Erik Frankel (de adulto) Erik Frankel (de joven)         | Autor e historiador de la Segunda Guerra Mundial -          |
| Inga Landgré Fanny Klefelt     | Britta Johansson (de adulta) Britta Johansson (de joven) | -                                                           |
| Espen Skjønberg Sigmund Hovind | Espen Askildsen (de adulto) Espen Askildsen (de joven)   | - Miembro de la Resistencia                                 |
| Björn Andersson Oscar Eliason  | Göran Berger (adulto) Göran Berger (recién nacido)       | ex-Marinero Hijo de Elsy y Hans / Medio Hermano de Erica    |

### Personajes secundarios
| Actor                       | Personaje                                               | Ocupación                          |
| --------------------------- | ------------------------------------------------------- | ---------------------------------- |
| Lennart Jähkel              | Mellberg                                                | Inspector en Jefe de la Policía    |
| Pamela Cortes Bruna         | Paula                                                   | Oficial de la Policía              |
| Charlie Gustafsson          | Per Ringholm                                            | Nieto de Frans                     |
| Felix Engström              | Elof Moström                                            | Padre de Elsy                      |
| Mirja Burlin                | Hilma Moström                                           | Madre de Elsy                      |
| Iwar Wiklander              | Herman Johansson                                        | Esposo de Britta / Hermano de Hans |
| Fridtjov Såheim             | Hans-Erik Olavsen                                       | Familiar de Hans                   |
| Willie Andréason            | Tore Falck                                              | Padre de Erica                     |
| Amanda Ooms                 | Alva Frankel                                            | Hija de Axel                       |
| Lena Carlsson               | Carina Ringholm                                         | Hija de Frans / Madre de Per       |
| Eva Fritjofson              | Kristina                                                | Madre de Patrik                    |
| Nadja Christiansson         | Lotta                                                   | -                                  |
| Freja Lind Elwin Olsson     | Maja Hedström (con 1 año) Maja Hedström (recién nacida) | Hija de Erica y Patrik             |
| Thomas Olausson             | Plit                                                    | -                                  |
| Rainer Gerdes               | -                                                       | SS / Oficial de la Gestapo         |
| Helén Söderqvist Henriksson | Björnström                                              | Abogada                            |
| Martin Zetterlund           | -                                                       | Guardia de Detención               |
| Elisabeth Pousi             | -                                                       | Hotelera                           |
| Therese Johansson           | -                                                       | Personal de Limpieza del Hotel     |
| Bengt Magnusson             | -                                                       | Sacerdote                          |
| Per Trollvik                | -                                                       | Bibliotecario                      |
| Rozita Palmqvist            | -                                                       | Fotógrafa                          |
| Anders Bryngelsson          | -                                                       | Hombre en la Plaza                 |
| Mikael Culberg              | -                                                       | Hombre en la firma de libros       |

## Producción
La película fue dirigida por Per Hanefjord, escrita por los escritores Camilla Läckberg (creadora) y con Maria Karlsson (en el guion).
En la producción contó con el productor Pontus Sjöman y Helena Danielsson, junto a los productores ejecutivos Jessica Ask, Klaus Bassiner, Wolfgang Feindt, Jonas Fors, Michael Hjorth, Lone Korslund, Peter Nadermann y Mette Friberg, así como con la productora asociada Helen Ahlsson y el productor de línea Christian Sundkvist.
La edición estuvo a cargo de Rickard Krantz.
La música estuvo bajo el cargo de Magnus Jarlbo, Anders Niska y Klas Wahl, mientras que la cinematografía en manos de Marek Wieser. 
La película fue estrenada el 28 de junio de 2013 en con una duración de 1 hora con 45 minutos en Suecia. El 24 de junio del 2013 la película fue estrenada durante el festival del cine "Peace & Love".
Fue filmada en Fjällbacka y en Gotemburgo, Provincia de Västra Götaland, en Suecia, así como en Tallin, Estonia.
En Europa la película es conocida como "The Hidden Child" y recibe el título alternativo de "German Child".
Contó con la participación de la compañía de producción "Tre Vänner Produktion AB". Otras compañías que participaron en la serie fueron "Filmgate".
En el 2013 la película fue distribuida por "TrustNordisk" alrededor de todo el mundo y por todos los medios, por "Nordisk Film" en los cines, DVD y Blu-ray en Suecia, ese mismo año también fue distribuida por 2013 por "Film1 Action" en la televisión limitada, por "Lumière Home Entertainment" en DVD y por "Lumière" en los cines de los Países Bajos, también fue distribuida por "Nordisk Film" en DVD y Blu-ray de Dinamarca, finalmente fue distribuida por "Vertigo Média Kft." en los cines de Hungría. En el 2014 fue distribuida por "Alive Vertrieb und Marketing" en DVD en Alemania y por "Odeon" y "Rosebud" en los cines de Grecia.

### Emisión en otros países
| País           | Título                                    | Fecha de Estreno                                                                   |
| -------------- | ----------------------------------------- | ---------------------------------------------------------------------------------- |
| Alemania       | Mord in Fjällbacka: Das Familiengeheimnis | 5 de noviembre de 2013 (estreno en televisión)                                     |
| Bélgica        | -                                         | 3 de julio de 2013                                                                 |
| España         | Las huellas imborrables                   | -                                                                                  |
| Estados Unidos | -                                         | 30 de abril de 2014 (estreno en el festival de cine internacional "Newport Beach") |
| Francia        | Les enquêtes d'Erica: L'enfant allemand   | 6 de octubre de 2013 (estreno en televisión)                                       |
| Grecia         | To paidi apo ti Germania                  | 27 de febrero de 2014                                                              |
| Hungría        | Eltitkolt életek                          | 14 de noviembre de 2013                                                            |
| Italia         | Omicidi tra i fiordi - Il bambino segreto | 11 de mayo de 2014                                                                 |
| Noruega        | Mordene i Fjällbacka: Tyskerungen         | -                                                                                  |
| Países Bajos   | -                                         | 29 de agosto de 2013                                                               |
| Rusia          | -                                         | 15 de agosto de 2013                                                               |
| Serbia         | Skriveno dete                             | 6 de marzo de 2014 (estreno durante el festival de cine "Belgrade")                |